# スカラコミュニケーションズ
株式会社スカラコミュニケーションズは、株式会社スカラの連結子会社。
数多く有するSaaS/ASPサービスの中でも、サイト内検索サービス「i-search」、自動音声応答サービス「SaaS型IVR」は業界トップクラスのシェアを誇る。

## 沿革
- 1998年 - 株式会社ディーベックスを設立
- 2003年 - 株式会社ディーベックスがデータベース・コミュニケーションズ株式会社（現 株式会社スカラ）のグループ会社となる
- 2004年 - アイティーマネージ株式会社よりMCサービス事業本部が新設分割され、ボダメディア株式会社を設立
- 2004年 - ボダメディア株式会社がデータベース・コミュニケーションズ株式会社（現 株式会社スカラ）のグループ会社となる
- 2006年 - ボダメディア株式会社と株式会社ディーベックスが経営統合。デジアナコミュニケーションズ株式会社（現 株式会社スカラコミュニケーションズ）が誕生
- 2006年 - 総合アンケートシステム「i-entry」の提供開始
- 2007年 - SaaS/ASP型サイト内検索サービス「i-search」の提供開始
- 2007年 - 関西支社を開設
- 2009年 - FAQ管理システム「i-ask」の提供開始
- 2012年4月 - 株式会社ニューズウォッチを吸収合併[1]
- 2016年12月 - トライアックス株式会社を吸収合併し、株式会社スカラコミュニケーションズへ商号変更
- 2023年4月 -（株）スカラネクストを吸収合併
- 2024年6月 -（株）スカラパートナーズを吸収合併

## 主なサービス
- SaaS/ASP型サイト内検索サービス「i-search」
- FAQ管理システム「i-ask」
- WEBチャットシステム「i-livechat」
- WEBチャットボットシステム「i-assist」
- IVR（電話自動音声応答）サービス「SaaS型IVR」
- デジタルギフトサービス「i-gift」
- 関連リンク表示サービス「i-linkplus」
- リンクチェックシステム「i-linkcheck」
- 商品サイト管理システム「i-latalog」
- キャンペーン代行
- フレッシュアイ
- ニュース配信サービス

## 関連会社
- 株式会社スカラ
- スカラサービス